# Luke Hughes
Luke Hughes, född 9 september 2003, är en amerikansk professionell ishockeyback som spelar för New Jersey Devils i National Hockey League (NHL).
Han har tidigare spelat för Michigan Wolverines i National Collegiate Athletic Association (NCAA) och Team USA i United States Hockey League (USHL).
Hughes draftades av New Jersey Devils i första rundan i 2021 års draft som fjärde spelare totalt.
Han är bror till Jack Hughes och Quinn Hughes.

## Statistik
| 2018–2019   | Little Caesars AAA Hockey Club U15 |             | 71 | 22 | 61 | 83 | —  | — | — | — | — | — |
| 2019–2020   | Team USA                           | USHL        | 28 | 4  | 9  | 13 | 6  | — | — | — | — | — |
|             | U.S. National U17 Team             |             | 48 | 7  | 21 | 28 | 10 | — | — | — | — | — |
| 2020–2021   | Team USA                           | USHL        | 18 | 4  | 11 | 15 | 8  | — | — | — | — | — |
|             | U.S. National U18 Team             |             | 38 | 6  | 28 | 34 | 14 | — | — | — | — | — |
| 2021–2022   | Michigan Wolverines                | NCAA        | 41 | 17 | 22 | 39 | 10 | — | — | — | — | — |
| 2022–2023   | New Jersey Devils                  | NHL         | 1  | 0  | 0  | 0  | 0  | — | — | — | — | — |
|             | Michigan Wolverines                | NCAA        | 39 | 10 | 38 | 48 | 26 | — | — | — | — | — |
| NHL totalt  | NHL totalt                         | NHL totalt  | 1  | 0  | 0  | 0  | 0  | — | — | — | — | — |
| NCAA totalt | NCAA totalt                        | NCAA totalt | 80 | 27 | 60 | 87 | 36 | — | — | — | — | — |
| USHL totalt | USHL totalt                        | USHL totalt | 46 | 8  | 20 | 28 | 14 | — | — | — | — | — |

### Internationellt
| Källa: Uppdaterad: 2023-04-12 | Källa: Uppdaterad: 2023-04-12 | Källa: Uppdaterad: 2023-04-12 |         | Utv = Utvisningsminuter | Utv = Utvisningsminuter | Utv = Utvisningsminuter | Utv = Utvisningsminuter | Utv = Utvisningsminuter |
| År                            | Lag                           | Mästerskap                    | Matcher | Mål                     | Assists                 | Poäng                   | Utv                     |                         |
| ----------------------------- | ----------------------------- | ----------------------------- | ------- | ----------------------- | ----------------------- | ----------------------- | ----------------------- | ----------------------- |
| 2022                          | USA                           | VM                            | 10      | 1                       | 3                       | 4                       | 0                       |                         |
| 2022                          | USA                           | JVM                           | 5       | 1                       | 5                       | 6                       | 0                       |                         |
| 2023                          | USA                           | JVM                           | 7       | 4                       | 1                       | 5                       | 2                       |                         |
| Junior totalt                 | Junior totalt                 | Junior totalt                 | 12      | 5                       | 6                       | 11                      | 2                       |                         |
| Senior totalt                 | Senior totalt                 | Senior totalt                 | 10      | 1                       | 3                       | 4                       | 0                       |                         |